# Piatnitzkysaurus
Piatnitzkysaurus ("Piatnitzkyjev gušter", nazvan po najboljem prijatelju Josea Bonapartea) je bio dinosaur iz perioda srednje jure, prije 169-163 milijuna godina. Jedan je od nekoliko poznatih mesoždera iz jurske Gondwane. Nastanjivao je današnju Argentinu, vjerojatno šume. 

## Klasifikacija
Pronađena su dva nepotpuna skeleta Piatnitzkysaurusa (dvije nepotpune lubanje i dijelovi ostatka tijela) i znanstvenici još nisu sigurni gdje je njegovo mjesto među teropodima. Različita istraživanja govore da je mogao biti ili megalosaurid ili bazalni carnosaur. U srodstvu je s alosaurom, ali je živio oko 15 milijuna godina prije njega.
Tipičnu vrstu, Piatnitzkysaurus floresi, je opisao Jose Bonaparte 1979. godine.

## Opis
Piatnitzkysaurus je bio dug 4,3 metra i težak oko 275 kg. Bio je vrlo sličan alosauru, ali je imao duže ruke. Imao je par koštanih izraslina koje su išle od očiju do kraja njuške. Ruke su mu bile relativno malene, s tri prsta s pandžama, ali su bile snažne. Vrat mu je bio kratak i mišićav. Rep je bio dug, snažan i nepokretljiv. 
Ovaj je dinosaur bio srednje veliki grabežljivac lake građe, koji se vjerojatno hranio dinosaurima biljožderima.

## Drugi projekti
|  | Zajednički poslužitelj ima još gradiva o temi Piatnitzkysaurus |
|  | Wikivrste imaju podatke o taksonu Piatnitzkysaurusu            |